# Castell del Remei (celler)
El Castell del Remei és un celler de la DO Costers de Segre, subzona Urgell, situat a la finca Castell del Remei al terme municipal de Penelles a la comarca de la Noguera, propietat de l'enòleg Tomàs Cusiné.
Actualment la finca produeix vi d'un total de 150 hectàrees de vinya pròpia i 75 ha de lloguer. Les varietats del vi conreades són bàsicament sauvignon blanc, macabeu i chardonnay pel que fa a les varietats blanques, i merlot, cabernet sauvignon, sirà, ull de llebre, garnatxa i pinot noir pel que fa a les varietats negres. La seva producció anual és de 800.000 ampolles de vi blanc i negre anomenats 1780, Oda, Oda Blanc, Gotim Bru i Gotim Blanc.

## Història
La primera referència a un celler és de 1780. Els cellers actuals daten de finals del segle xix. Estan formades per 6 naus adossades que ocupen una superfície de 5.500 m², amb una estructura de forjat de ferro i construïdes sobre murs de pedra de fins a 60 cm d'amplària. Les naus es troben semienterrades per evitar les variacions de temperatura, i entre elles destaca una nau coberta amb una volta catalana de 12,5 metres. La meitat del celler està destinada a la criança dels vins i l'altra meitat per a l'expedició.
A més de vins, el celler elaborava un brandi, un licor de camomila molt popular en tota la zona, misteles i un vinagre molt original, tots ells de gran qualitat. Inicialment es van plantar 70 Ha de vinya en fileres separades per 2,5 m per facilitar les operacions agrícoles entre aquestes, que després es van anar ampliant. En aquesta època la finca es va ampliar fins a 600 Ha.
Juan Girona i Vilanova va morir l'any 1950 i la societat anònima propietària de la finca (Castell del Remey, S.A) va passar als seus nebots i hereus, els germans Escubós-Girona i Folch-Girona. Durant aquesta època el celler va anar decaient. L'any 1983 va adquirir la finca la família Cusiné, reconvertint el celler, a principis dels anys 1990, en un completament actualitzat que produeix vins de gran qualitat.